# (466931) 2016 AV46
(466931) 2016 AV46 es un asteroide perteneciente al cinturón de asteroides, descubierto el 1 de diciembre de 2005 por el equipo Spacewatch desde el Observatorio Nacional de Kitt Peak (Arizona, Estados Unidos).